# Álvaro Mutis Jaramillo
Álvaro Mutis (Bogotà, 25 d'agost de 1923 - 22 de setembre de 2013) fou un periodista, escriptor i poeta colombià.
Nasqué el 25 d'agost de 1923 a la ciutat de Bogotà, tot i que bona part de la seva infància la passà a Bèlgica per la professió del seu pare. A la mort d'aquest el 1932 Mutis retornà a Colòmbia, establint-se el 1956 a Ciutat de Mèxic.
Sense acabar els estudis primaris, el 1942 comença a treballar com a periodista a l'emissora de ràdio Nuevo Mundo. Després de ser relacions públiques d'Esso, Standar Oil, Panamerican i Columbia Pictures, entre d'altres, publica el seu primer volum de poesia el 1948. Anteriorment havia publicat els seus poemes al diari El Espectador. En la novel·la curta s'inicia el 1978, però no fou fins al 1986, amb la publicació de la primera novel·la al voltant de Maqroll el Gaviero que no fou reconegut popularment.
El 1974 fou guardonat amb el Premi Nacional de les Lletres de Colòmbia i el 1983 amb el Premi Nacional de poesia de Colòmbia. El 1989 fou guardonat amb el Premi Mèdici a la millor obra estrangera a França, el 1997 fou guardonat amb el Premi Príncep d'Astúries de les Lletres per l'originalitat i compromís intel·lectual de la seva obra poètica i narrativa en la qual destaca el personatge "Maqroll el Gaviero", present en gran part de les seves pàgines, i el 2001 fou guardonat amb el Premi Cervantes, màxim guardó de les lletres castellanes.
Gran amic d'Octavio Paz i de Gabriel García Márquez, d'aquest últim n'era el primer a llegir els seus esborranys.

## Obra publicada

### Poesia
- La Balanza, Talleres Prag, Bogotà, 1948 (en col·laboració amb Carlos Patiño Roselli)
- Los elementos del desastre, Losada, Buenos Aires, 1953
- Reseñas de los hospitales de Ultramar, Separata revista "Mito", Bogotà, 1955
- Los trabajos perdidos, Era, Ciutat de Mèxic, 1965
- Summa de Maqroll el Gaviero, Barral Editores, Barcelona, 1973
- Caravansary, FCE, Ciutat de Mèxic, 1981
- Los emisarios, FCE, Ciutat de Mèxic, 1984
- Crónica regia y alabanza del reino, Cátedra, Madrid, 1985
- Un homenaje y siete nocturnos, El Equilibrista, Ciutat de Mèxic, 1986

### Narrativa
- Diario de Lecumberri, Universidad Veracruzana, 1960
- La mansión de Araucaíma, Sudamericana, 1973
- La Nieve del Almirante
- La verdadera historia del flautista de Hammelin, Ediciones Penélope, 1982
- Ilona llega con la lluvia, Oveja Negra, 1987
- Un bel morir, Oveja Negra; Mondadori, 1989
- La última escala del Tramp Steamer, El Equilibrista, Ciutat de Mèxic, 1989
- La muerte del estratega, FCE, Ciutat de Mèxic, 1990
- Amirbar, Norma; Siruela, 1990
- Abdul Bashur, soñador de navíos, Norma; Siruela, 1991
- Tríptico de mar y tierra, Norma, 1993

### Assaig
- Contextos para Maqroll, Igitur-Cilcultura, 1997
- De lecturas y algo del mundo, Seix Barral, 1999
- Caminos y encuentros de Maqroll el Gaviero, Editorial Áltera, 2001

### Antologies
- Poesía y prosa, Instituto colombiano de Cultura, 1982
- Antología poética, selecció i notes de José Balza, Monte Avíla
- Summa de Maqroll el Gaviero. Poesía 1948-1988, Visor, 1992
- Poesía completa, Editorial Arango, 1993
- Summa de Maqroll el Gaviero. Poesía 1948-1997, Ediciones Universidad de Salamanca-Patrimonio Nacional, 1997
- Antología, selecció d'Enrique Turpin, Plaza y Janés, 2000
- Empresas y tribulaciones de Maqroll el Gaviero, Siruela, 1993 (2 volums)